# Arhansus
Arhansus (tiếng Basque: Arhantsusi) là một xã thuộc tỉnh Pyrénées-Atlantiques trong vùng Aquitaine ở tây nam nước Pháp. Xã này nằm ở khu vực có độ cao trung bình 291 mét trên mực nước biển.
Xã nằm trong tỉnh cũ Lower Navarre.